# Monte Oliveto Maggiore

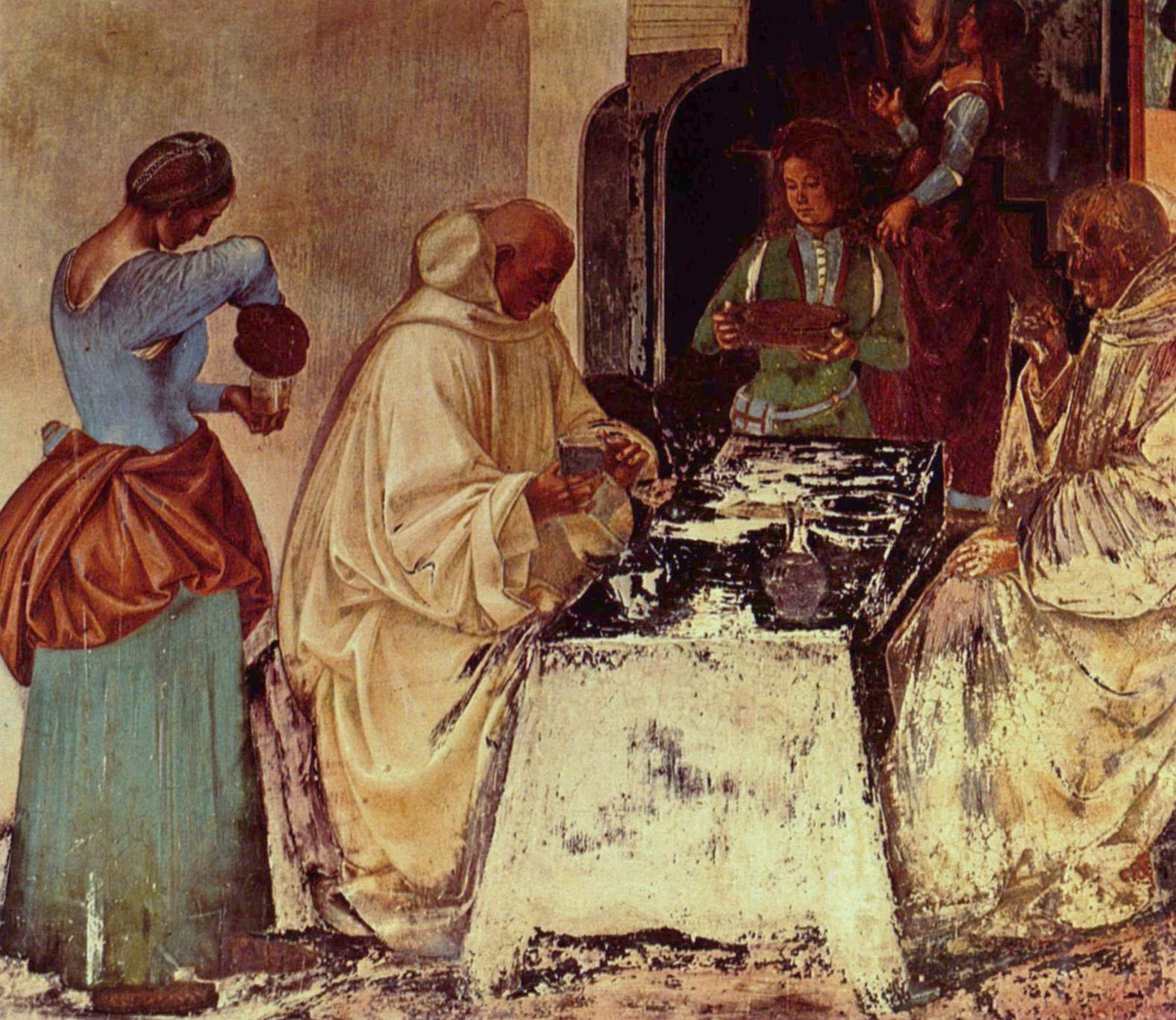
En fresk i klostret från 1497 av Luca Signorelli som skildrar en scen ur den helige Benedikts liv.

Monte Oliveto Maggiore är ett stort benediktinkloster i regionen Toscana i Italien, beläget 10 kilometer söder om Asciano. Dess byggnader som till största delen är byggda av röda tegelstenar utmärks mot den grå ler- och sandmarken, crete senesi som har gett Toscanaområdet dess namn.
Klostret byggdes 1319 eller 1320 med namnet Monte Oliveto som refererar till Olivberget och för att hedra Jesu lidande. Det är huvudsäte för olivetanerna och klostret tog senare namnet Monte Oliveto Maggiore (det stora) för att skilja namnet från efterföljande byggnader i Florens, San Gimignano, Neapel och andra platser. 
Klostret är berömt för en serie fresker som illustrerar scener ur legenden om den helige Benedikt. De började att målas av Luca Signorelli (1497–1498) och avslutades av Il Sodoma (1502 eller 1505). Kyrkan och biblioteket består av träsniden av Fra Giovanni da Verona.
Klostret beskrivs av påve Pius II i hans Commentaria.
Klostret producerar även en mindre volym uppskattat vin som ibland finns att få tag på genom Systembolagets beställningssortiment.